# 6ª edizione dei British Academy Video Game Awards
La sesta edizione dei British Academy Video Games Awards, premiazione istituita dalla British Academy of Film and Television Arts, si è tenuta il 19 marzo 2010 all'Hotel Hilton di Londra ed è stata condotta da Dara Ó Briain. Uncharted 2: Il covo dei ladri ha ricevuto 10 candidature, di cui 4 sono risultate vincenti, proclamandosi come il gioco più vincente della serata.

## Vincitori e candidati

### Miglior Gioco d'azione
- Uncharted 2: Among Thieves – Naughty Dog/Sony Computer Entertainment

- Assassin's Creed II – Ubisoft Montreal/Ubisoft
- Batman: Arkham Asylum – Rocksteady Studios/Eidos Interactive and Warner Bros. Interactive Entertainment
- Call of Duty: Modern Warfare 2 – Infinity Ward/Activision
- inFAMOUS – Sucker Punch Productions/Sony Computer Entertainment
- Left 4 Dead 2 – Valve Corporation/Valve Corporation

### Miglior Gioco di Sport
- FIFA 10 – EA Canada/EA Sports

- Colin McRae: DiRT 2 – Codemasters/Codemasters
- Football Manager 2010 – Sports Interactive/SEGA
- Forza Motorsport 3 – Turn 10 Studios/Microsoft Game Studios
- Wii Fit Plus – Nintendo EAD Group No. 5/Nintendo
- Wii Sports Resort – Nintendo EAD Group No. 2/Nintendo

### Miglior Direzione Artistica
- Flower – thatgamecompany/Sony Computer Entertainment

- Assassin's Creed II – Ubisoft Montreal/Ubisoft
- Batman: Arkham Asylum – Rocksteady Studios/Eidos Interactive and Warner Bros. Interactive Entertainment
- Call of Duty: Modern Warfare 2 – Infinity Ward/Activision
- Street Fighter IV – Dimps and Capcom/Capcom
- Uncharted 2: Among Thieves – Naughty Dog/Sony Computer Entertainment

### Miglior Storia
- Uncharted 2: Among Thieves – Amy Hennig, Neil Druckmann, Josh Scherr, Naughty Dog/Sony Computer Entertainment

- Assassin's Creed II – Corey May, Joshua Rubin, Jeffrey Yohalem, and Dooma Wendschuh, Ubisoft Montreal/Ubisoft
- Batman: Arkham Asylum – Paul Dini, Rocksteady Studios/Eidos Interactive and Warner Bros. Interactive Entertainment
- Broken Sword: The Shadow of the Templars – Director's Cut – Revolution Software/Ubisoft
- Brütal Legend – Tim Schafer, Double Fine Productions/Electronic Arts
- Dragon Age: Origins – David Gaider, BioWare/Electronic Arts

### Gioco dell'anno
- Batman: Arkham Asylum – Rocksteady Studios/Eidos Interactive and Warner Bros. Interactive Entertainment

- Assassin's Creed II – Ubisoft Montreal/Ubisoft
- Call of Duty: Modern Warfare 2 – Infinity Ward/Activision
- FIFA 10 – EA Canada/EA Sports
- Left 4 Dead 2 – Valve Corporation/Valve Corporation
- Uncharted 2: Among Thieves– Naughty Dog/Sony Computer Entertainment

### Miglior Gioco di Strategia
- Empire: Total War – Creative Assembly/SEGA

- Command & Conquer: Red Alert 3 – Uprising – EA Los Angeles/Electronic Arts
- FIFA Manager 10 – Bright Future GmbH/Electronic Arts
- Football Manager 2010 – Sports Interactive/Sega
- Halo Wars – Ensemble Studios/Microsoft Game Studios
- Plants vs. Zombies – PopCap Games/PopCap Games

### Miglior Gioco per Famiglie
- Wii Sports Resort – Nintendo EAD Group No. 2/Nintendo

- The Beatles: Rock Band – Harmonix/MTV Games
- Buzz! Quiz World – Relentless Software/Sony Computer Entertainment Europe
- EyePet – SCE London Studio and Playlogic Game Factory/Sony Computer Entertainment
- Guitar Hero 5 – Neversoft/Activision
- New Super Mario Bros Wii – Nintendo EAD/Nintendo

### Miglior Sonoro
- Uncharted 2: Among Thieves – Naughty Dog/Sony Computer Entertainment

- Batman: Arkham Asylum – Rocksteady Studios/Eidos Interactive and Warner Bros. Interactive Entertainment
- Call of Duty: Modern Warfare 2 – Infinity Ward/Activision
- DJ Hero – FreeStyleGames and Exient Entertainment/Activision
- Flower – thatgamecompany/Sony Computer Entertainment
- Left 4 Dead 2 – Valve Corporation/Valve Corporation

### Miglior Gameplay
- Batman: Arkham Asylum – Rocksteady Studios/Eidos Interactive and Warner Bros. Interactive Entertainment

- Assassin's Creed II – Ubisoft Montreal/Ubisoft
- Call of Duty: Modern Warfare 2 – Infinity Ward/Activision
- New Super Mario Bros Wii – Nintendo EAD/Nintendo
- PixelJunk Shooter – Q-Games and Double Eleven/Q-Games
- Uncharted 2: Among Thieves – Naughty Dog/Sony Computer Entertainment

### Miglior Online
- FIFA 10 – EA Canada/EA Sports

- Battlefield 1943 – EA DICE/Electronic Arts
- Call of Duty: Modern Warfare 2 – Infinity Ward/Activision
- LittleBigPlanet – SCE Cambridge Studio and Media Molecule/Sony Computer Entertainment
- SingStar Take That – SCE London Studio/Sony Computer Entertainment Europe
- Uncharted 2: Among Thieves – Naughty Dog/Sony Computer Entertainment

### Miglior Gioco Portatile
- LittleBigPlanet – SCE Cambridge Studio and Media Molecule/Sony Computer Entertainment

- Gran Turismo – Polyphony Digital/Sony Computer Entertainment
- LocoRoco Midnight Carnival – SCE Japan Studio/Sony Computer Entertainment
- Mario & Luigi: Bowser's Inside Story – AlphaDream/Nintendo
- Il professor Layton e lo scrigno di Pandora – Level-5, Nintendo
- Scribblenauts – 5th Cell/Warner Bros. Interactive Entertainment

### BAFTA One's to Watch Award
- Shrunk! – The Butterflyers

- Colour Coded
- Quick as Thieves

### Miglior Multiplayer
- Left 4 Dead 2 – Valve Corporation/Valve Corporation

- Battlefield 1943 – EA DICE/Electronic Arts
- The Beatles: Rock Band – Harmonix/MTV Games
- Call of Duty: Modern Warfare 2 – Infinity Ward/Activision
- Halo 3 ODST – Bungie/Microsoft Game Studios
- Uncharted 2: Among Thieves – Naughty Dog/Sony Computer Entertainment

### Miglior Colonna Sonora Originale
- Uncharted 2: Among Thieves – Greg Edmonson, Carmen Rizzo, Naughty Dog/Sony Computer Entertainment

- Assassin's Creed II – Jesper Kyd, Ubisoft Montreal/Ubisoft
- Batman: Arkham Asylum – Nick Arundel, Ron Fish, Rocksteady Studios/Eidos Interactive and Warner Bros. Interactive Entertainment
- Call of Duty: Modern Warfare 2 – Lorne Balfe, Hans Zimmer, Infinity Ward/Activision
- Harry Potter e il principe mezzosangue – James Hannigan, EA Bright Light Studio/Electronic Arts
- PixelJunk Shooter – High Frequency, Bandwidth, Alex Paterson, and Dom Beken, Q-Games and Double Eleven/Q-Games

### GAME Award
- Call of Duty: Modern Warfare 2 – Infinity Ward/Activision

- Assassin's Creed II – Ubisoft Montreal/Ubisoft
- Batman: Arkham Asylum – Rocksteady Studios/Eidos Interactive and Warner Bros. Interactive Entertainment
- The Beatles: Rock Band –Harmonix/MTV Games
- FIFA 10 – EA Canada/EA Sports
- Grand Theft Auto: Chinatown Wars – Rockstar Leeds and Rockstar North/Rockstar Games
- The Legend of Zelda: Spirit Tracks – Nintendo EAD Group No. 3/Nintendo
- Street Fighter IV – Dimps and Capcom/Capcom
- Uncharted 2: Among Thieves – Naughty Dog/Sony Computer Entertainment
- Wii Sports Resort – Nintendo EAD Group No. 2/Nintendo